# Demencia
La demencia (del latín de: «alejado» + mens -genitivo mentis-: «mente») es un trastorno que se manifiesta como un conjunto de síntomas relacionados, que suele aparecer cuando el cerebro resulta dañado por una lesión o enfermedad. Los síntomas implican alteraciones progresivas de la memoria, el pensamiento y el comportamiento, que afectan negativamente a la capacidad de la persona para funcionar y llevar a cabo actividades cotidianas. Aparte del deterioro de la memoria y una alteración de los patrones de pensamiento, los síntomas más comunes incluyen problemas emocionales, dificultades con el lenguaje y disminución de la motivación. Los síntomas pueden describirse como ocurriendo en un continuo a lo largo de varias etapas.
La conciencia no se ve afectada, y en última instancia, la demencia tiene un efecto significativo en el individuo, los cuidadores y en las relaciones sociales en general. El diagnóstico de demencia requiere la observación de un cambio respecto al funcionamiento mental habitual de la persona y un deterioro cognitivo mayor que el causado por el envejecimiento normal.
Varias enfermedades y lesiones cerebrales, como un ACV, pueden dar lugar a demencia. Sin embargo, la causa más común es la enfermedad de Alzheimer, un trastorno neurodegenerativo. El Manual diagnóstico y estadístico de los trastornos mentales, quinta edición (DSM-5), ha vuelto a describir la demencia como un trastorno neurocognitivo leve o grave con diversos grados de gravedad y muchos subtipos causales. La Clasificación Internacional de Enfermedades (CIE-11) también clasifica la demencia como un trastorno neurocognitivo (TNC) con muchas formas o subclases. La demencia está catalogada como un síndrome cerebral adquirido, caracterizado por un deterioro de la función cognitiva, y se contrapone a los del trastorno del desarrollo neurológico.
La demencia también se describe como un espectro de trastornos con subtipos causales de demencia basados en un trastorno conocido, como la enfermedad de Parkinson, la enfermedad de Huntington, la enfermedad vascular que causa a nivel encefálico su propia demencia vascular, la infección por VIH que provoca la demencia por SIDA, la degeneración lobar frontotemporal con su propia demencia frontotemporal, la enfermedad de los cuerpos de Lewy que provoca su propia demencia con cuerpos de Lewy y las enfermedades por priones. Los subtipos de demencias neurodegenerativas también pueden basarse en la patología subyacente de proteínas mal plegadas como sinucleinopatías y tauopatías. La existencia conjunta de más de un tipo de demencia se conoce como demencia mixta.
La demencia es a principios del siglo XXI la séptima causa de muerte en todo el mundo y cada año se registran 10 millones de nuevos casos (uno cada ~3 segundos). No se conoce cura para la demencia. Los inhibidores de la acetilcolinesterasa como el donepezilo se utilizan a menudo y pueden ser beneficiosos en el trastorno leve a moderado. Sin embargo, el beneficio global puede ser menor. Hay muchas medidas que pueden mejorar la calidad de vida de las personas con demencia y sus cuidadores. La terapia cognitivo-conductual puede ser apropiada para tratar los síntomas asociados de depresión.
En el año 2014 se calculó un total de 47,5 millones de casos registrados en el mundo, cuyo impacto en las personas enfermas y sus familias representa un gran problema de salud.

## Epidemiología
En el año 2016 se calculó que cada año se registran 7,7 millones de casos nuevos de demencia degenerativa en el mundo. 
Se calcula que entre un 5% y un 8% de la población mundial de más de 60 años sufre la enfermedad.
La enfermedad de Alzheimer, que es la causa de demencia más común, acapara entre un 60% y un 70% de todos los casos de demencia.
 
La prevalencia del Alzheimer se dobla cada 5 años a partir de los 65 años.
Casi el 60% de las personas con demencia viven en países de ingresos bajos o medios y su proporción se incrementará rápidamente durante la próxima década.

## Signos y síntomas

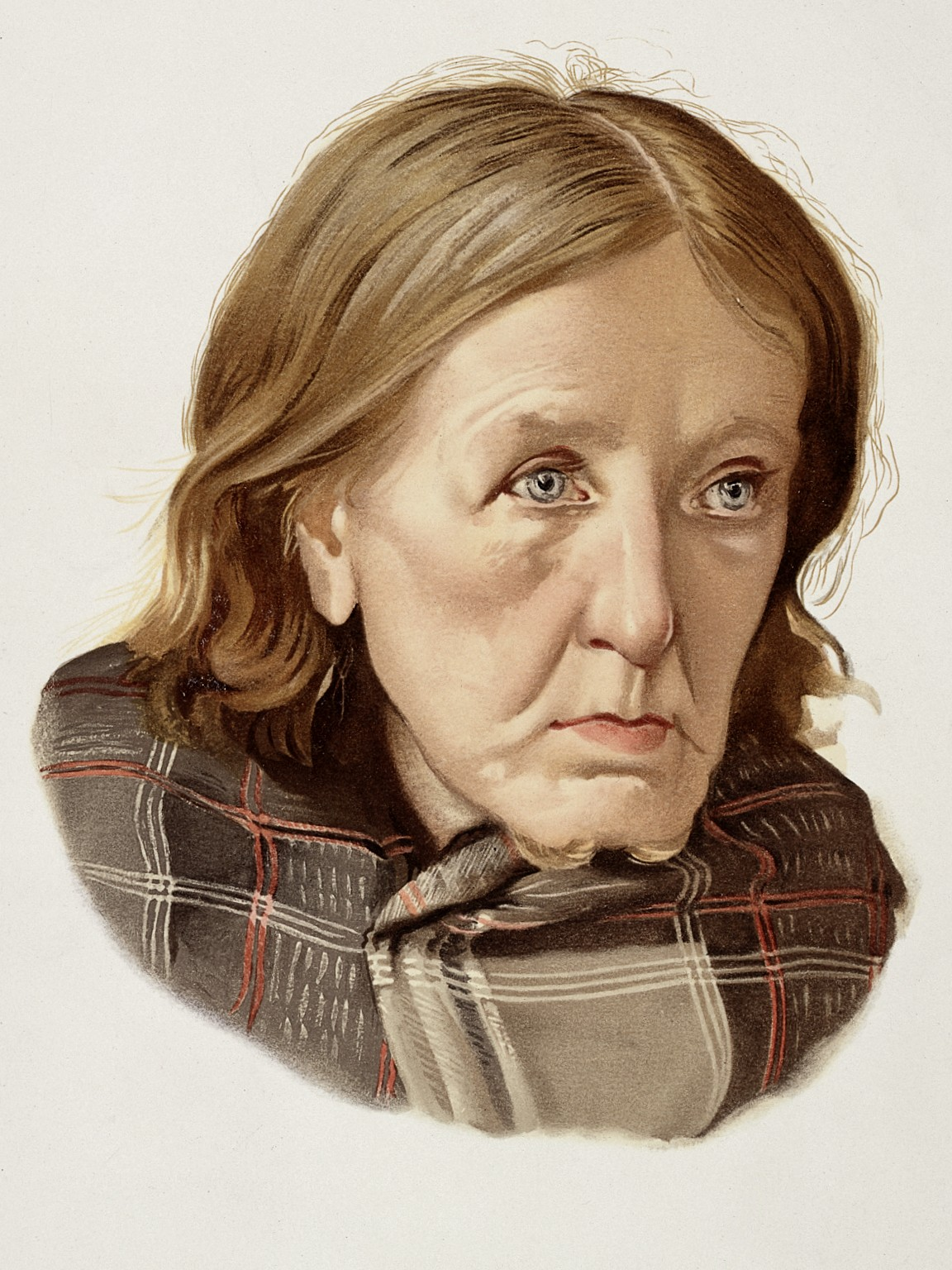
Dibujo de una mujer diagnosticada de demencia.

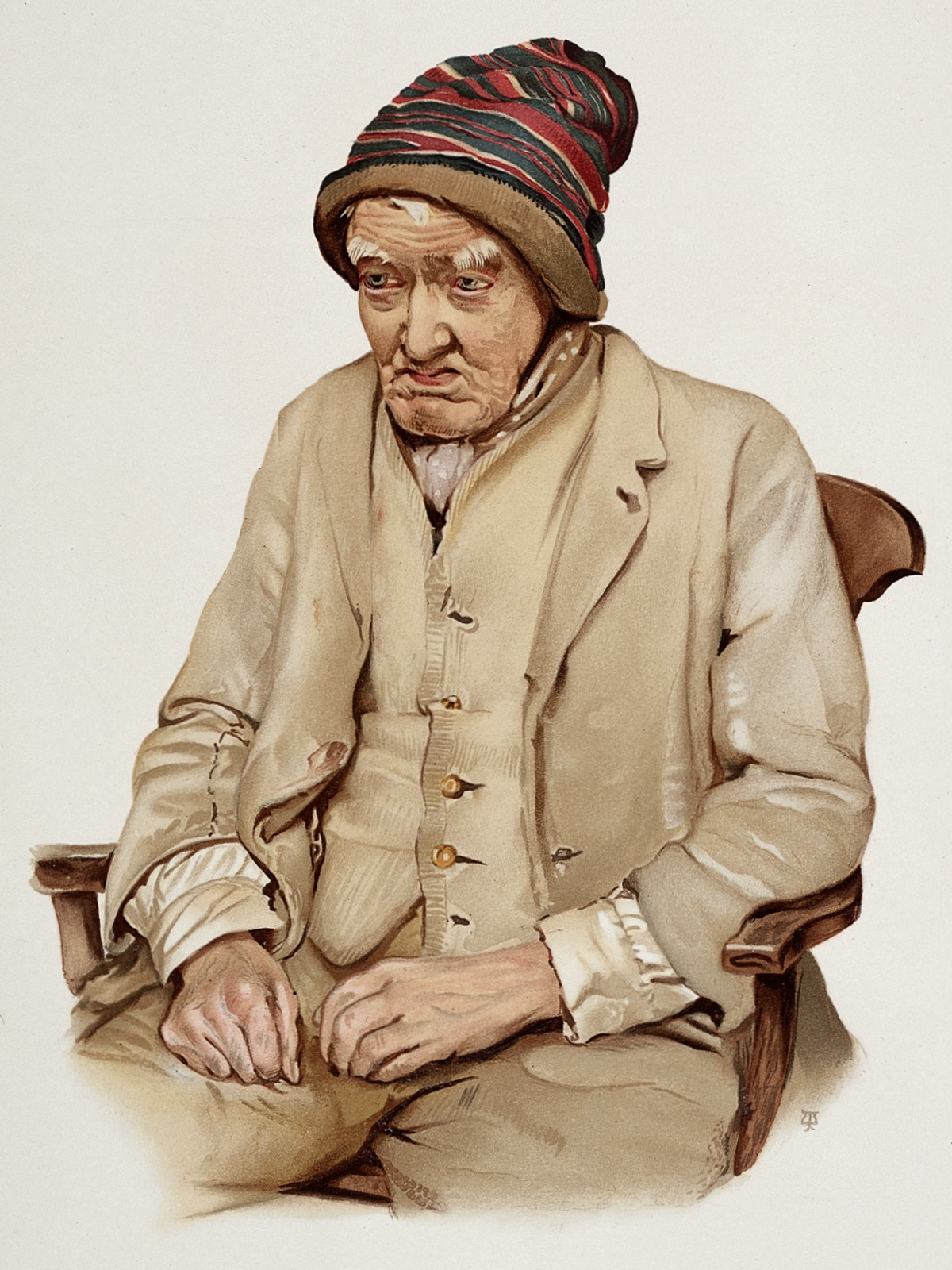
Un dibujo de un anciano diagnosticado de demencia senil.

Los signos y síntomas de la demencia se denominan síntomas neuropsiquiátricos, también conocidos como síntomas conductuales y psicológicos de la demencia. Los síntomas conductuales pueden incluir agitación, inquietud, comportamiento inapropiado, desinhibición sexual y agresividad, que puede ser verbal o física. Estos síntomas pueden ser el resultado de alteraciones en la inhibición cognitiva. Los síntomas psicológicos pueden incluir depresión, alucinaciones (con mayor frecuencia visuales), y delirios, apatía y ansiedad. Las áreas más comúnmente afectadas incluyen memoria, función visuoespacial que afecta a la percepción y orientación, lenguaje, atención y resolución de problemas. La velocidad a la que progresan los síntomas se produce en un continuo de varias etapas, y varían según los subtipos de demencia. La mayoría de los tipos de demencia son lentamente progresivos, con cierto deterioro del cerebro bien establecido antes de que los signos del trastorno se hagan evidentes. A menudo hay otras afecciones presentes, como hipertensión, o diabetes, y a veces puede haber hasta cuatro de estas comorbilidades.
Las personas con demencia también son más propensas a tener problemas de incontinencia: tienen tres veces más probabilidades de tener urinaria y cuatro veces más probabilidades de tener Incontinencia fecal en comparación con personas de edades similares.
Los síntomas de la demencia pueden variar mucho de una persona a otra. Afecta a la memoria, la capacidad de atención, la comunicación, el razonamiento, el juicio, la resolución de problemas y la percepción visual, etc. Los signos que pueden apuntar a la demencia incluyen perderse en un vecindario conocido, utilizar palabras inusuales para referirse a objetos familiares, olvidar el nombre de un familiar o amigo cercano, olvidar viejos recuerdos, no ser capaz de completar tareas de forma independiente, etc.

## Déficit cognitivo
Los déficit cognitivos pueden afectar a cualquiera de las funciones cerebrales, particularmente las áreas de la memoria y la Memoria semántica, el lenguaje (afasia), la atención, las habilidades visuales visuoconstructivas, las praxias y las funciones ejecutivas como la resolución de problemas o la inhibición de respuestas. 
Una de las pruebas más utilizadas para valora inicialmente procesos de demencia es el MMSE o Minimental State Examiation de Folestein.

## Evolución de la enfermedad
Durante la evolución de la enfermedad, se puede observar pérdida de orientación tanto la orientación espacio-temporal como de identidad. La demencia puede ser reversible o irreversible según el origen etiológico del trastorno.
Las personas con demencia pueden mostrar también, según avanza la enfermedad, rasgos psicóticos, depresivos y delirios. 

Dentro de los síntomas conductuales, los primeros hallazgos consisten en cambios de personalidad o de conducta leves, que posteriormente se hacen más evidentes con cuadros de delirio o alucinaciones. Los dementes suelen experimentar cuadros de confusión al ser hospitalizados o secundarios a otras enfermedades como infecciones o alteraciones metabólicas.
La demencia puede afectar el lenguaje, la comprensión, la habilidad motora, la memoria a corto plazo, la capacidad de identificar elementos de uso cotidiano, el tiempo de reacción, rasgos de la personalidad y funciones ejecutivas.
Aunque la alteración de la memoria puede, en una minoría de casos, no ser un síntoma inicialmente dominante, es la alteración típica de la actividad cognitiva en las demencias, sobre todo para la más frecuente que es la enfermedad de Alzheimer, y su presencia es condición esencial para considerar su diagnóstico.

## Tipos de demencia según etiología
Los tipos más comunes son:

### Demencias corticales, degenerativas o primarias
Son irreversibles y progresivas, el factor fisiopatológico principal radica en la hipofunción o pérdida de sinapsis y neuronas a causa de alteraciones inherentes al metabolismo neuronal.
Los tipos más comunes son:
- La enfermedad de Alzheimer.
- La enfermedad de Pick y otras demencias frontotemporales.
- La demencia de cuerpos de Lewy.

### Demencias subcorticales o secundarias
Este tipo de demencia es tratable. El factor patógeno también es una disfunción o pérdida de neuronas por causas externas al metabolismo neuronal. 
- La demencia vascular o demencia multiinfarto (antiguamente llamada demencia arteriosclerótica), incluyendo la enfermedad de Binswanger.
- El complejo de demencia del SIDA.
- Neurosífilis
- La pseudodemencia depresiva.
- La hidrocefalia normotensiva.
- Los estados de confusión aguda o delirio.
- El hipotiroidismo.
- Las deficiencias de vitamina B6 o B12.
- Ciertos tumores.
- Y en casos muy raros:
  - Los traumatismos craneoencefálicos.
  - La enfermedad de Parkinson.
  - La enfermedad de Huntington.
  - El síndrome de Down.
  - La enfermedad de Creutzfeldt-Jakob.

### Demencias mediadas inmunológicamente
Entre las principales enfermedades que pueden producir demencias mediadas inmunológicamente se incluyen:
- La enfermedad celíaca y la sensibilidad al gluten no celíaca sin diagnosticar ni tratar (la demencia puede ser la única manifestación de estas enfermedades, en ausencia de síntomas digestivos o de otro tipo).[28][29]
- El síndrome de Behcet.[28][30]
- La esclerosis múltiple.[28][30]
- La sarcoidosis.[28][30]
- El Síndrome de Sjögren.[28][30]
- El lupus eritematoso sistémico.[28][30]

Las demencias mediadas inmunológicamente pueden progresar rápidamente pero, a diferencia de las demencias causadas por neurodegeneración, suelen tener una buena respuesta al tratamiento, instaurado precozmente. Por todo ello, es necesario su diagnóstico urgente. No obstante, la mayoría de neurólogos desconoce este tipo de demencias y sus causas.
Los tratamientos pueden incluir la administración de inmunomoduladores, corticosteroides o la eliminación del agente causal. En el caso de la enfermedad celíaca y de la sensibilidad al gluten no celíaca, el tratamiento temprano con la dieta sin gluten suele permitir la mejoría o la recuperación completa de la demencia. Asimismo, la dieta sin gluten se emplea como prueba diagnóstica ante la sospecha de una demencia causada por el consumo de gluten.

## Importancia de las demencias degenerativas
Desde el año 2012, la OMS reconoce la demencia como una prioridad de salud pública y el programa Mundial tendrá por objeto proporcionar información y fomentar una mayor concienciación sobre la demencia. También según la OMS (2023)la demencia tiene impactos físicos, psicológicos, sociales y económicos, no sólo para las personas que la padecen, sino también para los cuidadores y cuidadores, las familias y la sociedad en su conjunto.